# Quero Você do Jeito Que Quiser
"Quero Você do Jeito Que Quiser" é uma canção da cantora e compositora brasileira Marília Mendonça e da dupla Maiara & Maraisa, lançada em julho de 2020 pela gravadora Som Livre.

## Composição
"Quero Você do Jeito Que Quiser" foi escrita por Marília Mendonça juntamente com Maiara e Maraisa. Foi a primeira composição autoral que Marília gravou desde 2017, mas foi escrita em meados de 2013, antes das artistas lançarem seus primeiros trabalhos.
Em entrevista a Apple Music, Maiara falou sobre a composição:

É uma composição minha, da Maraisa e da Marília. Ela foi feita há sete anos, antes mesmo de gravarmos o nosso DVD e da Marília gravar o dela. É uma coisa que fala bem do início de tudo, da construção das Patroas. Ela foi a primeira a ser lançada, o arranjo ficou incrível, a abertura de voz ficou incrível. O momento do refrão são as três vozes, que mostra essa força da Maiara, da Maraisa e da Marília juntas. E acho que foi a música perfeita para a gente abrir o projeto das Patroas.

## Gravação
Marília Mendonça e Maiara & Maraisa gravaram "Quero Você do Jeito que Quiser" durante a live que gerou o álbum Patroas. A faixa foi produzida por Marcinho Hipólito, que também ficou responsável pela produção musical de quase todas as canções do projeto.

## Lançamento e recepção
Apesar de não ter sido lançada como single, "Quero Você do Jeito Que Quiser" saiu com vídeo no YouTube em julho de 2020 como a música de trabalho do álbum Patroas, liberado dois meses depois. Em cerca de duas semanas, o vídeo tinha 10 milhões de visualizações no YouTube. Quando Marília Mendonça morreu em novembro de 2021, o videoclipe tinha quase 200 milhões na plataforma, o que fez com que já fosse, na época, um dos maiores sucessos de Marília e de Maiara & Maraisa. Em 2020, a canção recebeu uma certificação de disco de diamante duplo da Pro-Música Brasil.
Em 2021, o cantor e compositor Caetano Veloso demonstrou seu apreço pela música fazendo um cover em homenagem a Marília. Na ocasião, ele disse que "ouvi muito essa música ultimamente. Ficou na minha cabeça".

## Vendas e certificações
| País   | Associação de gravadoras | Certificação  | Vendas      |
| ------ | ------------------------ | ------------- | ----------- |
| Brasil | Pro-Música Brasil        | - 5× Diamante | - 1.500.000 |